# Mitch Morse
Mitch Morse (Austin, 21 aprile 1992) è un ex giocatore di football americano statunitense che ha militato nel ruolo di offensive guard per 10 anni nella National Football League (NFL).

## Carriera

### Kansas City Chiefs
Dopo avere giocato al college a football all'Università del Missouri, Morse fu scelto nel corso del secondo giro (49º assoluto) del Draft NFL 2015 dai Kansas City Chiefs. Debuttò come professionista partendo come titolare nella gara del primo turno contro gli Houston Texans. La sua prima stagione si chiuse con 15 presenze, tutte come titolare. La Pro Football Writers Association lo inserì nella formazione ideale dei rookie.

### Buffalo Bills
Nel 2019 Morse firmò con i Buffalo Bills. Nel 2022 fu convocato per il suo primo Pro Bowl.

### Jacksonville Jaguars
Il 13 marzo 2024 Morse firmò un contratto biennale con i Jacksonville Jaguars.

### Ritiro
Il 6 marzo 2025, Morse annunciò il suo ritiro dopo 10 stagioni giocate nella NFL.

## Palmarès
- Convocazioni al Pro Bowl: 1

2022
- PFWA All-Rookie Team - 2015